# Friedrich Windischmann
Friedrich Heinrich Hugo Windischmann (* 13. Dezember 1811 in Aschaffenburg; † 23. August 1861 in München) war ein deutscher katholischer Theologe. Er war Professor an der Universität München sowie Domkapitular und Generalvikar der Erzdiözese München und Freising. 

## Leben
Friedrich Windischmann war der Sohn des Bonner Professors Karl Joseph Hieronymus Windischmann. Seine Mutter Anna Maria war eine geborene Pizzala. Er besuchte das Gymnasium in Bonn, dass er im Herbst 1827 nach bestandenem Abitur verließ. Schon im gleichen Jahr, bis 1832, studierte er Philosophie, Klassische Philologie und Sanskrit an der Universität Bonn. Zu seinen Professoren in Bonn gehörten, neben seinem Vater, der Philosophie unterrichtete, Christian August Brandis, August Ferdinand Naeke, Barthold Georg Niebuhr und Friedrich Gottlieb Welcker in klassischer Philologie sowie Christian Lassen und August Wilhelm Schlegel in Sanskrit.
Im Juli 1832 promovierte Windischmann an der Bonner Universität mit einer Dissertation über indische Philosophie unter dem Titel Sancara sive de theologumenis Vedanticorum pars prior zum Doktor der Philosophie. Noch im Sommer 1832 begann er ein Theologiestudium zunächst in Bonn und später an der Universität München. Er ging nach Venedig, wo er sich für längere Zeit bei den Mechitharisten aufhielt. In Folge der Kölner Wirren wurde sein Vater vom Vatikan aufgefordert ein Gutachten zu erstellen, an dem er maßgeblich mitwirkte. Das trug beiden zahlreiche Anfeindungen ein und so entschloss sich Friedrich Windischmann, nach einer Aufforderung des Erzbischofs von München-Freisingen Lothar Anselm von Gebsattel, dauerhaft nach München überzusiedeln. An der Münchner Universität promovierte er im Januar 1836 mit der Arbeit Vindiciae Petrinae zum Doktor der Theologie.
Am 13. März 1836 wurde Windischmann zum Priester geweiht und konnte bereits vier Wochen später in der Münchner Frauenkirche seine erste Messe feiern. Die Festpredigt dabei hielt Ignaz Döllinger. Clemens Brentano widmete dem Neupriester zu dem Anlass ein Glückwunschgedicht mit dem Titel Dem Bräutigam. Als sich der Wunsch des Erzbischofs, ihn am Lyceum in Freising anzustellen, nicht verwirklichen ließ, habilitierte sich Windischmann 1836 an der Theologischen Fakultät der Universität München. Nach dem Tod von Johann Adam Möhler wurde er zum Domvikar und erzbischöflichen Sekretär ernannt. Im April 1838 übernahm er eine außerordentliche Professur der Neutestamentlichen Exegese und des Kirchenrechts an der Münchener Universität. Im gleichen Jahr wurde ihm das Indigenat des Königreichs Bayern verliehen. Doch schon im Herbst 1839, mit seiner Ernennung zum Domkapitular im Metropolitankapitel, musste er seine akademische Laufbahn beenden. Er wurde am 25. August 1842 ordentliches Mitglied der Bayerischen Akademie der Wissenschaften.
1846 hielt er für Papst Gregor XVI. in der Münchener Frauenkirche eine Trauerrede und am 7. Oktober gleichen Jahres wählte ihn der neue Erzbischof Karl August von Reisach zu seinem Generalvikar. Als solcher begleitet er den Erzbischof 1854 nach Rom um das Dogma von der unbefleckten Empfängnis neu zu definieren. Als Reisach später dauerhaft nach Rom übersiedelte, trat Windischmann am 27. August 1856 in die Stellung eines einfachen Domkapitulars zurück. Häufige Krankheiten, die auf ein überstandenes Nervenfieber zurückzuführen waren, störten seine letzten Lebensjahre. Dem Ruf nach Rom, der neu gegründeten Kongregation für die Angelegenheiten der unierten orientalischen Kirchen beizutreten, konnte er nicht mehr folgen. 
Friedrich Windischmann starb am 23. August 1861, im Alter von 49 Jahren, in München. Er wurde auf dem alten Münchener Südfriedhof in der Isarvorstadt bestattet, sein Grab ist erhalten.

## Mitgliedschaften
Friedrich Windischmann war Mitglied der Deutschen Morgenländischen Gesellschaft. Kurz vor seinem Tod wurde er zum assoziierten Mitglied der Académie royale des Sciences, des Lettres et des Beaux-Arts de Belgique (Classe des Lettres et des Sciences morales et politiques) gewählt.

## Veröffentlichungen (Auswahl)
- Sancara sive de theologumenis Vedanticorum pars Prior. (Dissertationsschrift), Bonn 1832. (Digitalisat.)
- Vindiciae Petrinae. (Dissertationsschrift), Regensburg 1836. (Digitalisat.)
- Über die Acta Romana. München 1838. (Digitalisat.)
- Erklärung des Briefes an die Galater. Mainz 1843. (Digitalisat.)
- Der Fortschritt der Sprachenkunde und ihre gegenwärtige Aufgabe. Festrede zur Feier des Ludwigtages. München 1844. (Digitalisat.)
- Ueber den Somacultus der Arier. München 1846. (Digitalisat.)
- Die Grundlage des Armenischen im arischen Sprachstamme. München 1846. (Digitalisat.)
- Ursagen der arischen Völker. München 1852. (Digitalisat.)
- Die persische Anahita oder Anaïtis. Ein Beitrag zur Mythengeschichte des Orients. München 1856. (Digitalisat.)
- Mithra. Ein Beitrag zur Mythengeschichte des Orients. Leipzig 1857. (Digitalisat.)
- Zoroastrische Studien. Abhandlungen zur Mythologie und Sagengeschichte des alten Iran. Berlin 1863. (Digitalisat.)